# Білий шум (фільм)
«Білий шум» (англ. White Noise) — містичний трилер 2005 р. режисера Джеффрі Сакса. Назва відноситься до феномену електронного голосу, згідно з яким деякі звуки, що можна почути на аудіозаписах, є з потойбічного світу. Фільм не пов'язаний з постмодерністським романом Білий шум Дона Деліло.
Фільм погано був сприйнятий критикою, зокрема на Rotten Tomatoes підтримка склала 7 %. Попри це «Білий шум» мав значний фінансовий успіх, зібравши майже у 9 разів більше касових зборів з його $10-мільйонним бюджетом.
Продовження під назвою Білий шум: Світло випущене в січні 2007 р.

## Сюжет
Мирне існування процвітаючого архітектора Джонатана Ріверса порушено таємничим зникненням його дружини Анни. Через деякий час з Джонатаном зв'язується Раймонд Прайс, який стверджує, що отримує повідомлення від Анни через електронно-голосовий феномен та Ганна вже мертва. Це процес, завдяки якому мертві зв'язуються з живими, записуючи свій голос на спеціальні записуючі пристрої. Спершу Джонатан ставиться до всього скептично, але незабаром його дружину знаходять загиблою. Через півроку на телефон Джонатана надходять виклики його загиблої дружини. Джонатан знаходить Раймонда Прайса, з його допомогою намагається встановити контакт з Анною. Проте після кількох спроб Раймонд дзвонить Джонатану і повідомляє про те, що він виявив дещо цікаве. При прибутті Джонатан знаходить Раймонда мертвим. Джонатан, намагаючись встановити контакт з Анною, продовжує справу Раймонда разом з його клієнткою Сарою Тейт. Подальші дослідження архітектором ЕГФ і супроводжуючі його надприродні явища мимоволі відкривають двері в інший світ, дозволяючи чогось непроханому увійти в життя Джонатана.

## Ролі
- Майкл Кітон — Джонатан Ріверс
- Дебора Кара Ангер — Сара Тейт
- Майк Допуд — детектив Смітс
- Єн Макніс — Реймонд Прайс
- Чандра Вест — Анна Ріверс
- Ніколас Еліа — Майк Ріверс
- Кіган Коннор Трейсі — Мірабель Кіган
- Сара Стрендж — Джейн